# Civet

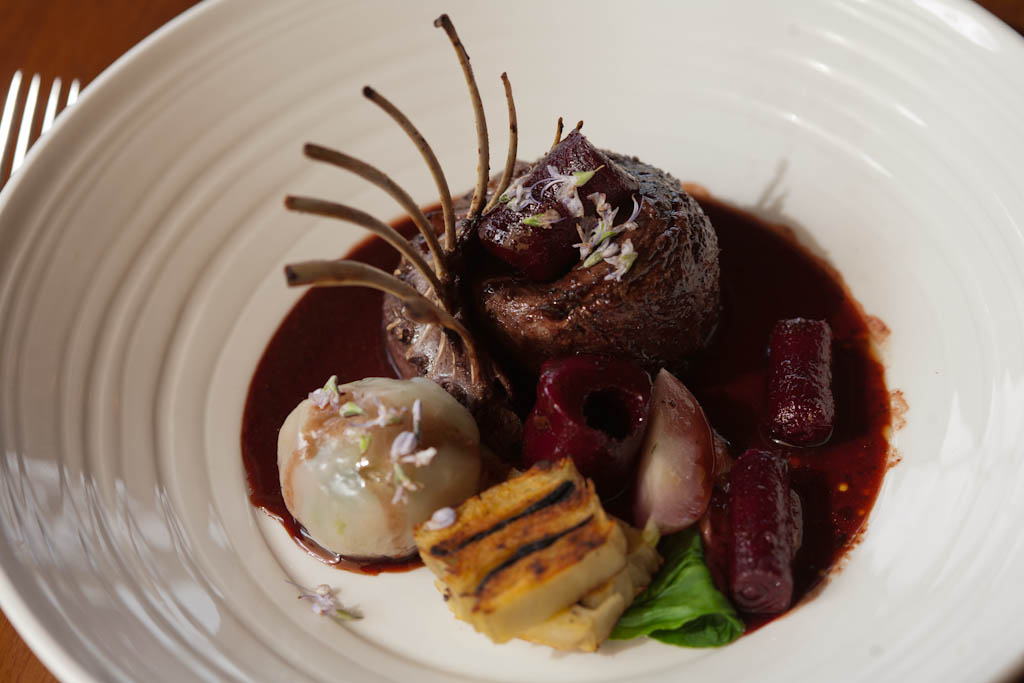
Civet de liebre en Hobart, Tasmania

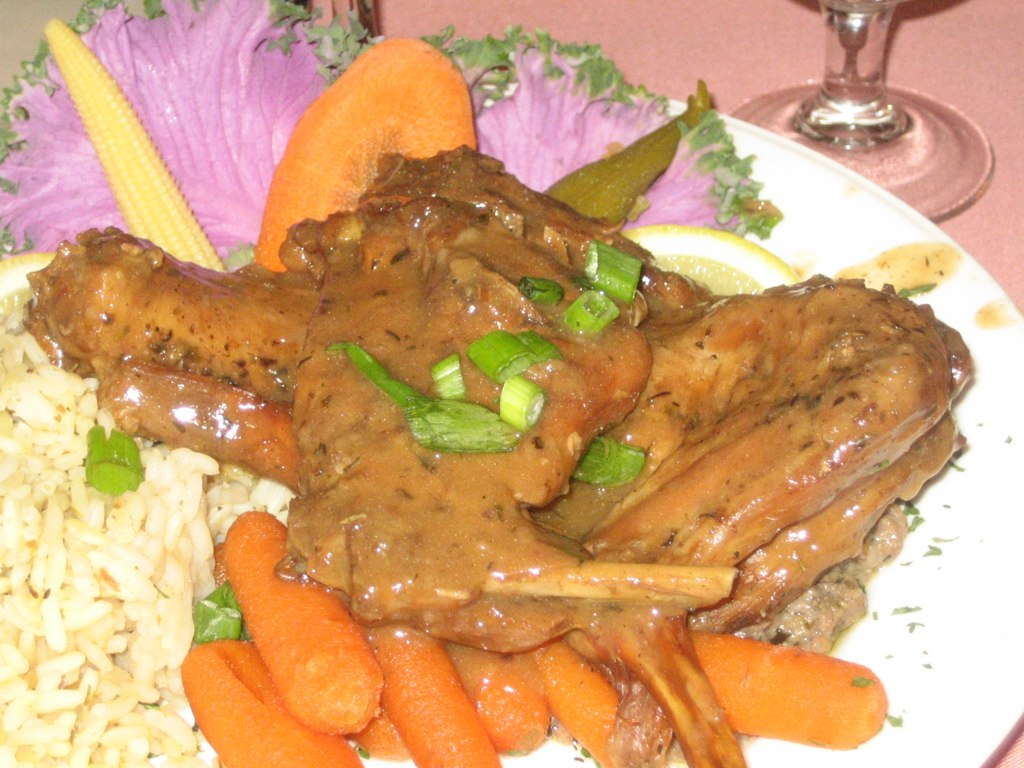
Civet criollo de conejo en Nueva Orleans.

Un civet es un tipo de estofado que se hace habitualmente con carne de caza, cebolla y sangre, a veces ligada con vino. Es un plato tradicional de Francia (concretamente Occitania) y España (Cataluña). Su origen está en la gastronomía medieval; también se puede encontrar una receta de civet en el libro de Felip Cirera, La cuynera catalana (1835). Generalmente el civet se suele hacer con carne de caza como jabalí, faisán, liebre o rebeco, aunque alternativamente se puede elaborar con langosta de mar, como se hace por ejemplo en Languedoc-Rosellón. En los valles pirenaicos como el Valle de Arán o Andorra, es típico el civet de jabalí, y antaño se elaboraba también con urogallo.
Según la enciclopedia francesa Larousse gastronomique, el nombre «civet» se aplica solo a estofados o guisos de animales de caza mamíferos, aromatizados con vino tinto (aunque en Cataluña se hacen también con vino blanco) y, que pueden ir acompañados de cebollinas. La sangre del animal primero se cuece y después se añade en el último momento, después de la picada, sacudiendo la cazuela para removerla y con cuidado para evitar que hierva. La picada solo lo añaden los cocineros catalanes, como por ejemplo, Josep Lladonosa y Giró.

## Etimología
El término «civet» hace referencia a cive («cebolla tierna», un ingrediente usado en este estofado) que a su vez derivaría directamente del latín caepatum y no se usa en el francés actual (oignon). Una civette (literalmente, «cive pequeña») sería según el CNRTL (Centro Nacional de Recursos Textuales y Lexicales) «un plato preparado con cebolla, ajo o cebollino». Se desconoce si civet es en origen francés u occitano.

## Tipos de civet
- El civet de jabalí, del valle de Aran y Rosellón.[3]
- El civet de langosta, de Colliure, Vallespir, Conflent... donde se conoce también como llagostada y se hace con la langosta cocida viva en aceite de oliva y vino de Banyuls. Es un plato típico en la Costa Roja por el día de la Virgen María de Agost.[4]
- El civet de langostinos, que es una versión más económica del civet de langosta.
- El civet de conejo con seta calabaza o edule (en catalán, ceps) es un ejemplo de la cocina burguesa del Rossellón.[5] La liebre o conejo de bosque en civet también se hace en la cocina catalana.[6]
- El civet de ciervo, elaborado en el Pirineo catalán y en el Ampurdán.